# Homerpalooza
Homerpalooza (рус. Гомерпалуза) — двадцать четвёртая, одна из заключительных серий седьмого сезона мультсериала «Симпсоны».

## Сюжет
Водителю школьного автобуса Отто вручают премию за самое безопасное вождение автобуса… но в реальности он всего лишь уснул за рулём, и автобус с детьми заехал на автомобильную свалку. Дети чудом остались живы, но автобус был спрессован в кубик.
Администрация Спрингфилдской начальной школы объявляет, что теперь доставка детей в школу — проблема самих родителей. Гомер с воодушевлением берётся за новую обязанность. По дороге он узнаёт, что его музыкальный вкус не совпадает со вкусами его детей и всей современной молодёжи.
Гомер идёт в музыкальный магазин, где находит все свои любимые пластинки в ящике с названием «старьё». Видя, что он больше не крутой, Гомер очень расстраивается.

Гомер в шапке растамана

 Чтобы доказать свою крутизну, Гомер везет своих детей Барта и Лизу вместо школы на молодёжный музыкальный фестиваль «Hullabalooza». Гомер сразу покупает себе шапку растамана и значок «Я слишком крут для этого мира». В результате толпа возле сцены принимает его за переодетого полицейского и прогоняет с концерта. Отчаявшись, Гомер нечаянно активирует пушку для спецэффектов, которая выстреливает ему в живот резиновым ядром, превратившимся в надувную свинью и улетевшую в воздух. К удивлению толпы, Гомер встаёт на ноги и ведёт себя так, словно ничего не произошло. Увидев, какой эффект произвёл трюк Гомера, менеджер фестиваля «Hullabalooza» приглашает его в свой коллектив.
Теперь Гомер путешествует с «Hullabalooza» по стране и становится главным героем шоу. У него появляются свои фанаты и поклонники.
Постоянные выступления, на которых Гомеру в живот стреляют ядром из настоящей пороховой пушки, не проходят бесследно для его здоровья. Через некоторое время врач ветеринарной клиники ставит Гомеру диагноз: ещё один выстрел — и он погибнет. Однако следующее представление должно состояться в его родном Спрингфилде, что доказало бы всем его знакомым и родным, что он крутой. Гомер, увидев дома листок Барта, в котором было написано «Человек, которого я люблю и уважаю — мой отец», решает рискнуть ради уважения сына.
На следующий день Гомер ведёт всю свою семью на фестиваль за кулисы, но во время выстрела уворачивается от ядра и, под неодобрительные крики толпы, спрыгивает со сцены в объятия Мардж.

## Дополнительные факты и культурные отсылки
- Композиция, которую слушает Гомер, отвозя детей в школу в первый раз — это «Shinin` On» группы Grand Funk Railroad.
- Композиция, которую слушает Гомер, отвозя детей в школу во второй раз — это «Mississippi Queen» группы Mountain.
- Песня, которую исполняют Cypress Hill во время сцены с оркестром — «Insane in the Brain».
- Песня, которую исполняют The Smashing Pumpkins на фестивале называется — «Zero».
- В музыкальном магазине Гомер доказывает продавцу, что самый лучший фестиваль — это фестиваль «Us», который спонсировал «тот мужик с компьютерами Apple». Имеется в виду фестиваль «The US Festival» (1982—1983), и его спонсор Стивен Возняк, соучредитель компании Apple.
- Реально существующим аналогом фестиваля «Hullabalooza» является ежегодный музыкальный фестиваль «Lollapalooza».